# Rathausball-Tänze

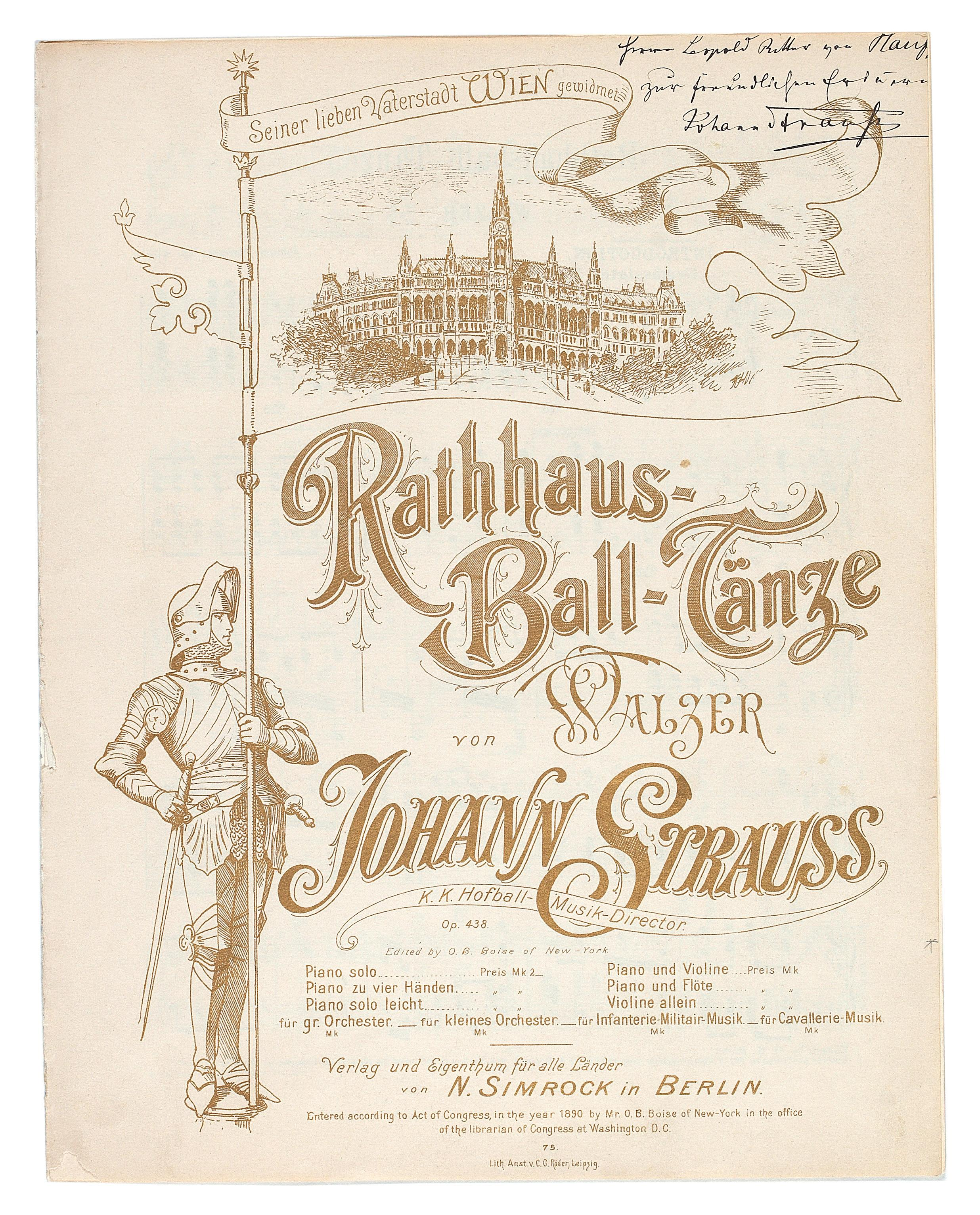
Framsidan av klaverutdraget.

Rathausball-Tänze, op. 438, är en vals av Johann Strauss den yngre. Den spelades första gången den 12 februari 1890  i Wiens Rådhus.

## Historia
Byggandet av Wiens nya rådhus (Neues Rathaus) påbörjades 1872. Arkitekten Friedrich von Schmidts förslag var omdebatterat - ett rådhus i gotik mitt ibland de klassicistiska eller i renässans hållna byggnaderna vid Ringstrasse syntes mången en styggelse. Schmidt fick sin vilja genom att få rådhuset placerad på Paradeplatz, och där stod det färdigt 1883. På toppen av det 98 meter höga tornet tronade "Järnmannen", en rustningsklädd figur som, tillsammans med det nybyggda Rådhuset, prydde framsidan till klaverutdraget av Johann Strauss Rathausball-Tänze. Valsen var tillägnad "min käre fader - Wien". Den 12 februari invigdes Rådhusets bankettsal (Festsaal) med en bal. Två orkestrar hade engagerats för tillfället och var placerade i var sin ände av den stora salen. På grund av det stora antalet gäster gavs det knappast tillfälle till att dansa. I ena änden befann sig Capelle Strauss under ledning av Eduard Strauss, och i andra änden konkurrenten Carl Michael Ziehrer med "Hoch- und Deutschmeister-Kapelle". Runt midnatt framförde Eduard broderns nykomponerade vals, som började med ett citat från hans berömda An der schönen blauen Donau (op. 314) och även innehöll teman från Kaiser-Walzer (op. 437) och kejsarhymnen Gott erhalte Franz den Kaiser. Det var emellertid Ziehrer som gick segrande ur kampen med sin vals Wiener Bürger (op. 419), en äkta wienervals som än idag är den mer spelade av de två verken.
Den 25 februari 1892 skrev Strauss till sin förläggare Fritz Simrock och klagade över att han funnit ett tryckfel i den fyrhändiga utgåvan av pianonoterna, "som ödelägger hela melodin; detta misstag återfinns varken i partituret, i stämmorna eller i klaverutdraget. Såsom kompositör drabbas jag mest och jag har större anspråk på samvetsgrannhet än Ni, min stridbare vän. Ni har faktiskt förvånat mig!". Den stolte och sårade Strauss skyllde på sin förläggare för att Ziehrers vals blivit mer populär än hans.

## Om valsen

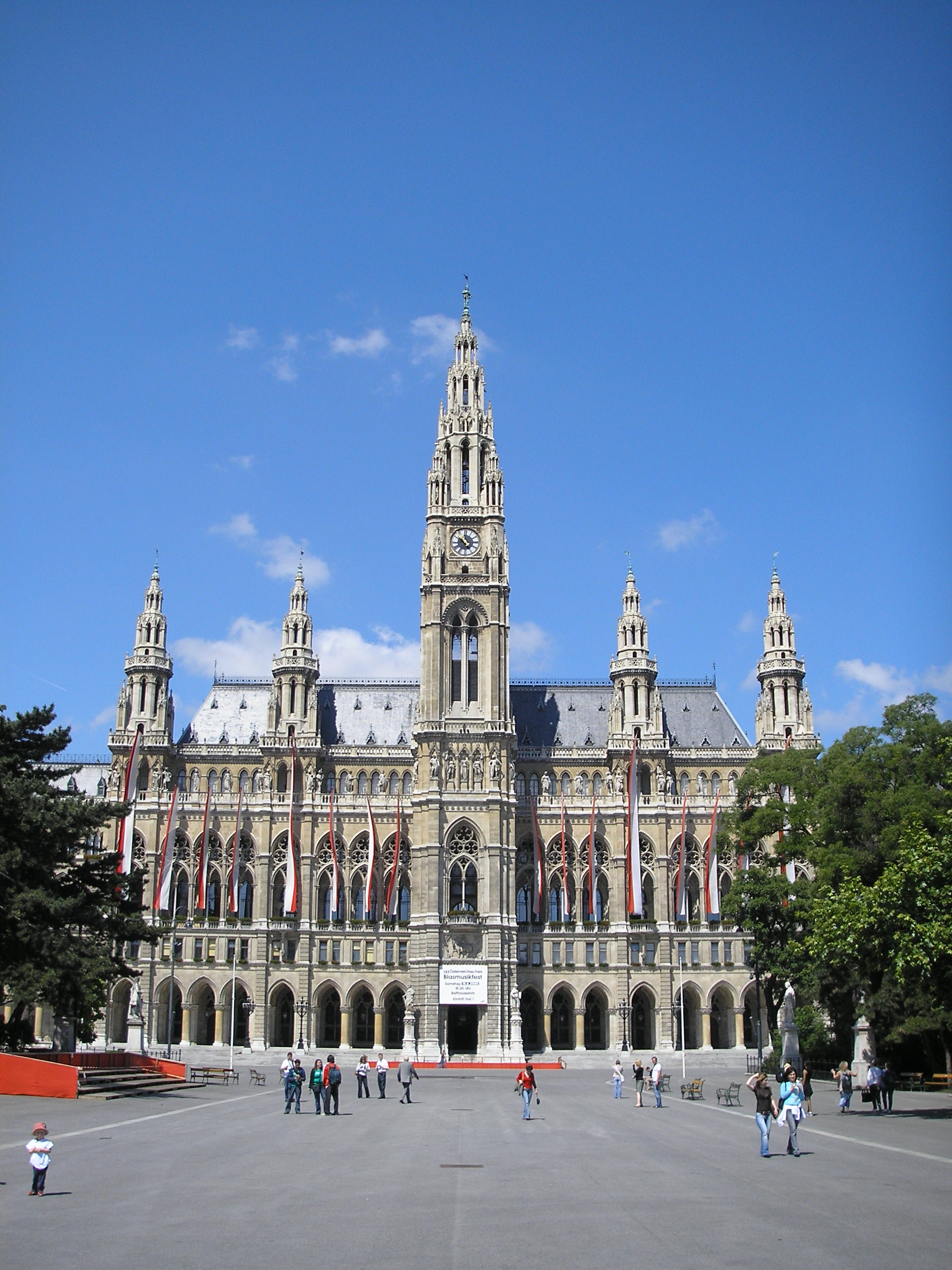
Wiens Rådhus.

Speltiden är ca 8 minuter och 36 sekunder plus minus några sekunder beroende på dirigentens musikaliska tolkning.

## Weblänkar
- Rathausball-Tänze i Naxos-utgåvan.